# Derecho procesal civil
El derecho procesal civil y comercial es una rama del derecho procesal que regula la actuación ante los Tribunales para obtener la tutela de los derechos en asuntos de naturaleza civil o mercantil.

## Definición
Es una rama del derecho que regula el proceso, a través del cual los “sujetos de derecho” recurren al órgano jurisdiccional para hacer valer sus propios derechos y resolver incertidumbres jurídicas.
Es la rama del derecho que estudia el conjunto de normas y principios que regulan la función jurisdiccional del estado y que fijan el procedimiento que se ha de seguir para obtener la actuación del derecho positivo y los funcionarios encargados de ejercerla a cargo del gabinete político, por el cual quedan exceptuados todos y cada uno de los encargados de dichas responsabilidades.
Suele incurrirse en impropiedad jurídica al sostener que las controversias de competencia de la jurisdicción civil se adscriben exclusivamente a las suscitadas entre particulares. Por el contrario una entidad de derecho público puede intervenir en un proceso como parte actora o demandada en un litigio promovido por o contra un particular según la naturaleza privada civil (no administrativa) del derecho elevado ante los juzgados y tribunales de justicia en las instancias. (Ejm. un proceso reivindicatorio jurisprudencia exp. 1100102030002006-00492-00 Sala de Casación Civil de Colombia).

## Naturaleza
El derecho procesal civil se entiende como una sucesión concatenada de compartimientos estancos, a fin de ordenar y desarrollar el proceso. Para ello, cada etapa tiene una serie de normas de procedimiento a las que hay que ajustarse para que el proceso sea válido, esto es, legal y jurídicamente válido con fuerza de ley.
Es el juez el que debe velar no solo por la prestación de justicia y equidad al momento de resolver el conflicto llevado al litigio, sino que debe velar también por el cumplimiento de las normas que hacen al proceso legal. Un proceso que no es legal, aparte de lesivo, es inútil.
La persona acude ante los tribunales jurisdiccionales del Estado en materia civil para deprecar la estimación de pretensiones vinculadas en su carácter a derechos subjetivos de naturaleza patrimonial, en orden a obtener el reconocimiento del derecho, o las medidas tendentes a hacer efectivo su cumplimiento, mediante el despacho favorable de las distintas pretensiones del libelo introductor o demanda. 
Las normas procesales son un conjunto de directrices o cauces de sustanciación previstos por el órgano legislativo de cada país, que constituyen el orden de trámites regulados por la ley procesal civil a efectos de lograr la efectividad de los derechos reconocidos en la ley sustancial.

## Principios del proceso civil
Los Principios del proceso civil son reglas básicas que guían el funcionamiento coherente y equilibrado del proceso civil.
El proceso civil como institución regulada por el derecho procesal, observa los mismos principios de que está provista tal rama del derecho, principios de obligatoria observancia sea que estén o no debidamente normatizados. Se aplican en atención al equilibrio de cada actuación y a la finalidad perseguida.
Principios tales como:
Igualdad entre las partes. Las partes intervinientes en el proceso son iguales, el tratamiento es igual para todos y tienen las mismas oportunidades procesales.
Sin interés no hay acción. Es apenas lógico pues, quien acciona si no tiene por qué hacerlo, de aquí se deriva la legitimidad en la causa, su importancia práctica radica en que impide que, quien no está legitimado en la causa pueda accionar (no tiene interés).
iura novit curia. Indica que el juez conoce la norma aplicable.
Existen otros que suelen ser denominados principios, pero que, la doctrina moderna llama reglas técnicas, término más preciso y acorde a su naturaleza. Estas son entre otras:
Regla técnica dispositiva. Según esta, a las partes corresponde dar comienzo a cada actuación procesal, aportar las pruebas, solicitarlas etc., el juez solo interviene para pronunciarse en cada providencia de lo que haya observado en cada acto.
Regla técnica inquisitiva. Al estado corresponde investigar, adelantar y resolver de oficio los asuntos que se puedan suscitar y de los que haya tenido conocimiento.

## Regulación por países

### México
En México, el Código Federal De Procedimientos Civiles Archivado el 3 de abril de 2020 en Wayback Machine. es el cuerpo normativo aplicable en materia civil Federal, pero existen otros 31 diferentes códigos que regulan en materia Local, mismos que corresponden a cada una de las entidades federativas que componen la Federación Mexicana. En la materia mercantil el Código de comercio contiene disposiciones adjetivas además de sustantivas y señala que para lo no dispuesto en la materia adjetiva es supletorio el Código Federal de procedimientos civiles.

### España
En España, la principal norma legal sobre estas materias es la ley de enjuiciamiento civil (Ley 1/2000, de 7 de enero). Importante no solo para esta rama del derecho procesal, sino para todas, ya que es supletoria a las demás leyes procesales. En lo medular, a través de ella se concreta el abandono de un sistema escriturado, dando paso a un sistema predominantemente oral, con un juez efectivamente presente desde una fase temprana del proceso. Este modelo recogido en la LEC española ha servido de guía a procesos de reforma posteriores, finalizados o en curso.

### Argentina
En este país, las provincias -al dictar la Constitución- no delegaron a la Nación la potestad para dictar los códigos procesales, en consecuencia cada provincia argentina dicta su propio Código Procesal Civil y Comercial.
La gran mayoría de las provincias basaron su Código ritual en el Código de la Nación que, a su vez, tiene base en el Código Procesal de Italia de 1940. En cambio, el Código Procesal Civil y Comercial de la provincia de Santa Fe está basado en su anteriores redacciones (de carácter hispánicas) y en el Código Procesal alemán.
En Argentina han surgido grandes juristas en esta materia, dentro de los que se encuentran Lino Palacio, Augusto Mario Morello, J. Ramiro Podetti, Hugo Alvina, Clariá Olmedo, Vélez Mariconde y Enrique M. Falcón.

### Brasil
En la República Federativa del Brasil la competencia para legislar en materia procesal es de la Unión Federal. El código procesal civil data de 2015

### Chile
En la República de Chile, el procedimiento civil está regulado por el Código de Procedimiento Civil, y otras leyes especiales, que empezó a regir el 1 de marzo de 1903. El año 1942 sufrió una importante modificación legal. Este código se divide en 4 libros: Libro I, sobre Disposiciones comunes a todo procedimiento; el Libro II sobre Juicio Ordinario, el Libro III sobre Juicios Especiales, y el Libro IV de los Actos Judiciales No Contenciosos; en 925 artículos. 
El año 2009, bajo la presidencia de M. Bachelet, se presenta un Proyecto de nuevo Código Procesal Civil, que pretende reemplazar la actual normativa. El gran cambio que propone este nuevo Código se sustenta en la instalación de un sistema oral, con inmediación y concentración de los actos del proceso, poniendo término a un sistema profundamente escriturado. El año 2010, bajo la presidencia de S. Piñera, se asume el compromiso de sacar adelante este Proyecto y se nombra una Comisión asesora que se encuentra revisando y perfeccionando la propuesta recogida en el Proyecto.

### Honduras
En Honduras el Código procesal civil entra en vigencia el 1 de noviembre de 2010, saliendo de un sistema formalista a un proceso más práctico en su funcionamiento e impartición de la justicia en el país, entrando a la oralidad de los juicios civiles, tomando como referencia la LEC de España, tardando cinco años para entrar en vigencia se espera que en el primera año su funcionamiento sea lo esperado por las autoridades judiciales encargada de su activación y desempeño de la misma.

### Venezuela
Código de Procedimiento Civil de Venezuela.